# Anna Boch
Anna Rosalie Boch (ur. 10 lutego 1848 w Saint-Vaast – obecnie część La Louvière, prowincja Hainaut, Belgia, zm. 25 lutego 1936 w Ixelles, obecnie Region Stołeczny Brukseli) – belgijska malarka postimpresjonistyczna. Siostra malarza Eugène’a Bocha.

## Styl artystyczny
Anna Boch uczestniczyła w ruchu neoimpresjonistycznym. Jej pierwsze prace zdradzają wpływ techniki puentylizmu, ale najbardziej znana była ze stylu impresjonistycznego, który stosowała przez większą część swej kariery artystycznej. Była pupilką Isidore’a Verheydena, wpływ na nią wywarł Théo van Rysselberghe, którego spotkała na wystawie ugrupowania Les XX.

## Kolekcja Anny Boch
Oprócz własnych obrazów Anna Boch posiadała jeden z najważniejszych zbiorów obrazów impresjonistycznych. Promowała też wielu młodych artystów, w tym Vincenta van Gogha, którego talent podziwiała a który był przyjacielem jej brata Eugène’a. To Anna Boch nabyła „Czerwoną winnicę”, jedyny obraz van Gogha sprzedany za jego życia.
Po śmierci Anny Boch jej kolekcja została sprzedana. Zgodnie z jej wolą pieniądze uzyskane ze sprzedaży zostały przeznaczone na pomoc dla zubożałych przyjaciół-artystów po zakończeniu przez nich kariery.

## Dziedzictwo Anny Boch

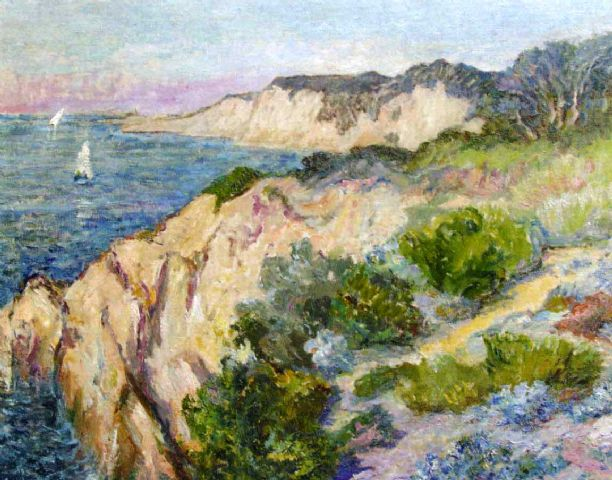
Falaise – Côte de Bretagne. 62 x 84 cm. Olej na płótnie

140 obrazów Anny Boch przekazano jej chrześniaczce i córce jej ogrodnika, Idzie van Haelewijn. Wiele z tych obrazów ukazuje Idę van Haelewijn jako małą dziewczynkę w ogrodzie. W 1968 obrazy te zostały zakupione przez prabratanka Anny Boch, Luitwina von Bocha, dyrektora generalnego spółki Villeroy & Boch. Obrazy pozostawały w domu Idy van Haelewijn aż do jej śmierci w 1992. Obecnie oczekują na ekspozycję w mającym powstać w Mettlach (Niemcy) muzeum Anny Boch. Otwarcie muzeum jest planowane na kwiecień 2011.
Część obrazów Anna Boch przekazała do innych muzeów, np. Musées Royaux de Beaux Arts de Belgique.
Między październikiem a grudniem 2000 miała miejsce wystawa poświęcona życiu i twórczości Anny Boch, zorganizowana przez Musée royal de Mariemont w Morlanwelz.
Od 7 lutego do 6 września 2010 w domu rodzinnym Vincenta van Gogha, Vincent Van Gogh Huis w Zundert miała miejsce wystawa poświęcona związkom pomiędzy Anną Boch a van Goghiem: "Boch & Van Gogh".